# Сепони (Казерта)
Сепони је насеље у Италији у округу Казерта, региону Кампанија.
Према процени из 2011. у насељу је живело 51 становника. Насеље се налази на надморској висини од 0 м.